# Socialistisk UngdomsFront

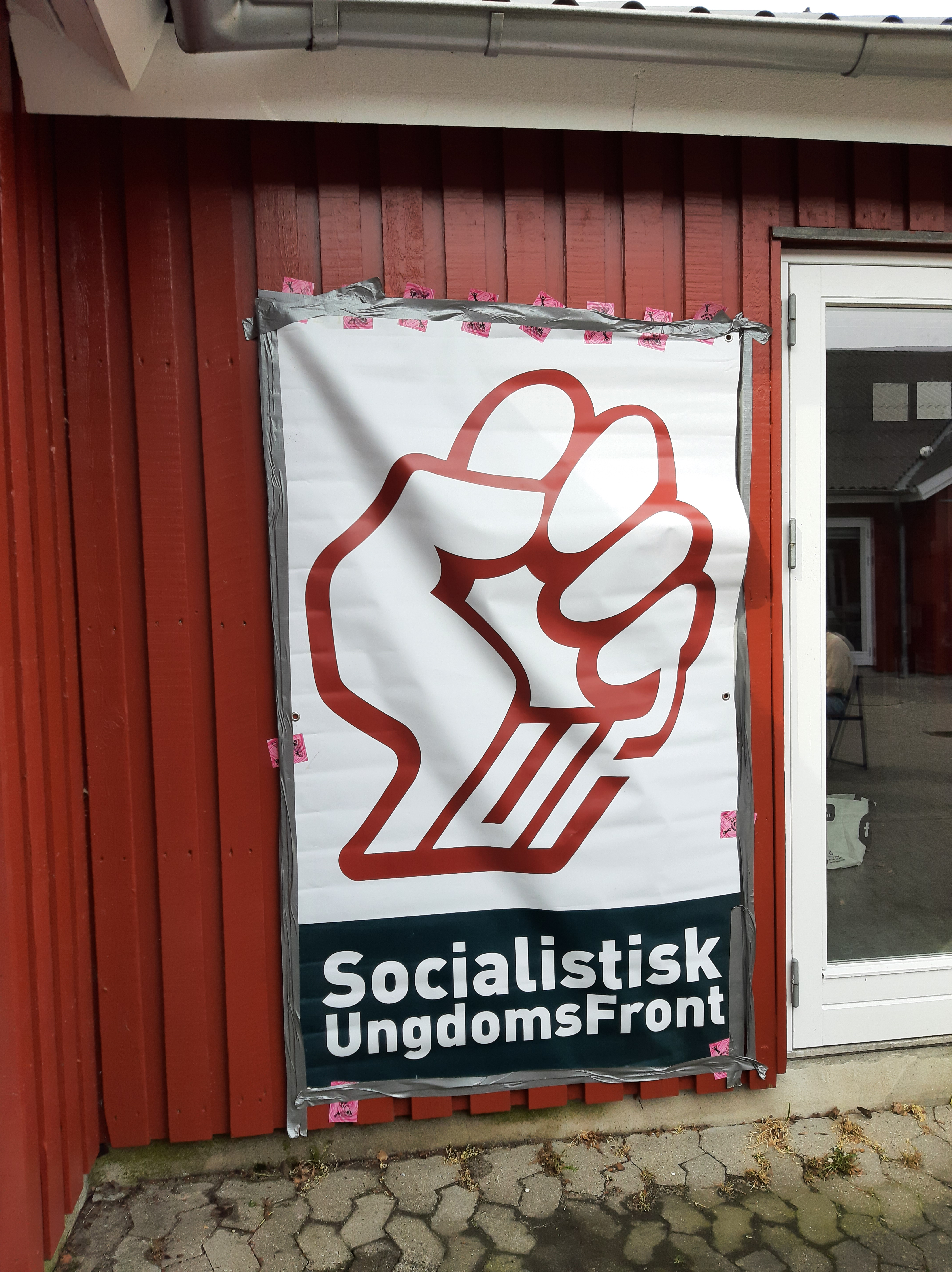
Logo der Socialistisk UngdomsFront auf einem Banner

Die Socialistisk UngdomsFront (SUF; dänisch für Sozialistische Jugendfront) ist ein dänischer sozialistischer Jugendverband. Er steht der Partei Enhedslisten – de rød-grønne (EL) nahe.

## Geschichte
Der Verband wurde 2001 gegründet und ging aus den Vorgängerorganisationen „Rebel – revolutionære unge socialister“ (Rebell – revolutionäre junge Sozialisten) und „Enhedslistens Ungdomsnetværk“ (EL-Jugendnetzwerk) hervor. Seine Mitgliederzahl stieg auf ca. 1.500 zwischen 2012 und 2016 an; 2022 hatte der Verband 542 Mitglieder.

## Strukturen
Die SUF ist in 19 Ortsgruppen gegliedert. Mitglied kann nur werden, wer unter 30 ist. Höchstes beschlussfassendes Organ der SUF ist die alle zwei Jahre stattfindende Mitgliederversammlung. Der Verband wird von einem Koordinierungsrat geleitet. Er sitzt in Kopenhagen.
Die SUF ist neben der 2020 gegründeten Rød-Grøn Ungdom (Rot-grüne Jugend) eine von zwei der Enhedslisten nahestehenden Jugendorganisationen. Die SUF war Mitgliedsverband des European Network of Democratic Young Left (ENDYL).

## Positionen
Der Verband hat ein „Minimumsprogram“ (Mindestprogramm), dessen Unterstützung für den Eintritt in den Verband als Mitglied erforderlich ist. Der Verband fordert die Einführung einer sozialistischen Demokratie. Hierfür hält er internationale Organisierung, eine außerparlamentarische, revolutionäre Bewegung und die Zusammenarbeit mit Gewerkschaften erforderlich. Er positioniert sich ökologisch und feministisch.